# Конрад IV (Тюбинген-Лихтенек)
Конрад IV (IV) фон Тюбинген-Лихтенек (на немски: Konrad IV (V) von Tübingen-Lichteneck; † 1569) е граф на Тюбинген и господар на замък Лихтенек при Кенцинген, от 1536 г. той се нарича господар цу Лихтенек и Лимбург.

## Живот
Той е син на граф Георг I фон Тюбинген-Лихтенек († 1507) и съпругата му графиня Агата фон Арко († сл. 1511), дъщеря на граф Андреас фон Арко († 1509) и Барбара Мартиненго († 1493). Внук е на граф граф Конрад II фон Тюбинген-Лихтенек († 1453) и графиня Анна фон Лупфен-Щюлинген († сл. 1470). Правнук е на Готфрид III фон Тюбинген-Бьоблинген († 1369) и Клара фон Фрайбург († 1371). Майка му се омъжва втори път ок. 22 ноември 1511 г. за Мартин фон Рехберг-Шварценберг († 14 май 1534). Брат е на граф Георг II фон Тюбинген-Лихтенек († 1536).
Конрад IV и брат му Георг II са при смъртта на баща им още много млади и затова попадат под опекунството на Рудолф и Себастиан фон Блуменек. Те имат от 1511 г. проблеми за наследството им Бьоблинген, Дагерсхайм и Дармсхайм с херцог Улрих I фон Вюртемберг. На 30 април 1537 г. Конрад получава като замяна село Нордвайл (днес част от Кенцинген) в Брайзгау.
Граф Конрад започва служба при маркграфовете Филип I и Ернст фон Баден и през 1526 г. е с тях на Райхстага в Шпайер. През 1527 г. с брат му дават на императора два конника и двама чирака за турската война.

## Фамилия
Първи брак: 6 декември 1532 г. с графиня Йохана фон Цвайбрюкен-Бич-Лихтенберг (* 10 юни 1517; † сл. 1532), дъщеря на граф Райнхард фон Цвайбрюкен († 1532) и Анна фон Даун-Салм-Кирбург († 1541). Те имат една дъщеря:
- Агата фон Тюбинген (* 13ноември 1533; † 28 юни 1609), омъжена на 20 ноември 1554 г. в Хойхлинген за граф Еберхард фон Хоенлое-Валденбург (1535 – 1570).

Втори брак: сл. 1532/1533 г. с Катарина фон Валдбург цу Волфег-Цайл (* 2 февруари 1522; † сл. 5 август 1575), дъщеря на наследствения трушсес Георг III фон Валдбург-Волфег-Цайл (1488 – 1531) и Мария фон Йотинген-Флокбург (1498 – 1555). Те имат един син (вер. от първия брак):
- Георг III фон Тюбинген-Лихтенек († 7 февруари 1570 при пожара на заговезни в дворец Валденбург), женен на 14 ноември 1564 г. за графиня Валпургис фон Ербах (1545 – 1592)